# Melodifestivalen 2011
Das Melodifestivalen 2011 war der schwedische Vorentscheid für den Eurovision Song Contest 2011 in Düsseldorf. Es war die 51. Ausgabe des von der schwedischen Rundfunkanstalt SVT veranstalteten Wettbewerbs. Insgesamt dauerte der Wettbewerb vom 5. Februar 2011 bis zum 12. März 2011 an.
Gewonnen wurde der Wettbewerb von Eric Saade mit seinem Lied Popular, welches von Fredrik Kempe geschrieben wurde.

## Format

### Konzept
Zum zehnten Mal fanden die Halbfinals an verschiedenen Orten Schwedens statt. Es traten 32 Beiträge an, die auf vier Halbfinals verteilt wurden, sodass jeweils acht Beiträge pro Halbfinale vorgestellt wurden. Die Zuschauer entschieden in zwei Abstimmungsrunden, wer sich für das Finale qualifizierte und wer in der Andra Chansen (dt.: Zweite Chance) nochmals antreten durfte. In jedem Halbfinale qualifizierten sich die ersten beiden Beiträge mit den meisten Zuschauerstimmen direkt für das Finale. Diejenigen Beiträge, die Platz drei und vier belegten, traten ein zweites Mal in der Sendung Andra Chansen auf.
In Andra Chansen traten alle acht Teilnehmer in vier Duells gegeneinander an. Die vier Sieger der Duelle traten dann erneut in zwei Duellen gegeneinander an. Die beiden Sieger erhielten dann die letzten beiden Finaltickets.
Im Finale, welches ab 2002 im Ericsson Globe in Stockholm stattfand, traten somit zehn Teilnehmer auf.

### Sendungen
| Luleå |

| Göteborg |

| Linköping |

| Malmö |

| Sundsvall |

| Stockholm |

| Sendung       | Sendedatum       | Stadt     | Austragungsort        | Zuschauer (SVT1) | Zuschauerstimmen (Televoting & SMS) |
| ------------- | ---------------- | --------- | --------------------- | ---------------- | ----------------------------------- |
| Deltävling 1  | 05. Februar 2011 | Luleå     | Coop Norrbotten Arena |                  |                                     |
| Deltävling 2  | 12. Februar 2011 | Göteborg  | Scandinavium          |                  |                                     |
| Deltävling 3  | 19. Februar 2011 | Linköping | Cloetta Center        |                  |                                     |
| Deltävling 4  | 26. Februar 2011 | Malmö     | Malmö Arena           |                  |                                     |
| Andra Chansen | 05. März 2011    | Sundsvall | Nordichallen          |                  |                                     |
| Finalen       | 12. März 2011    | Stockholm | Globen                |                  |                                     |
| Gesamt        |                  |           |                       |                  |                                     |

## Halbfinale

### Erstes Halbfinale

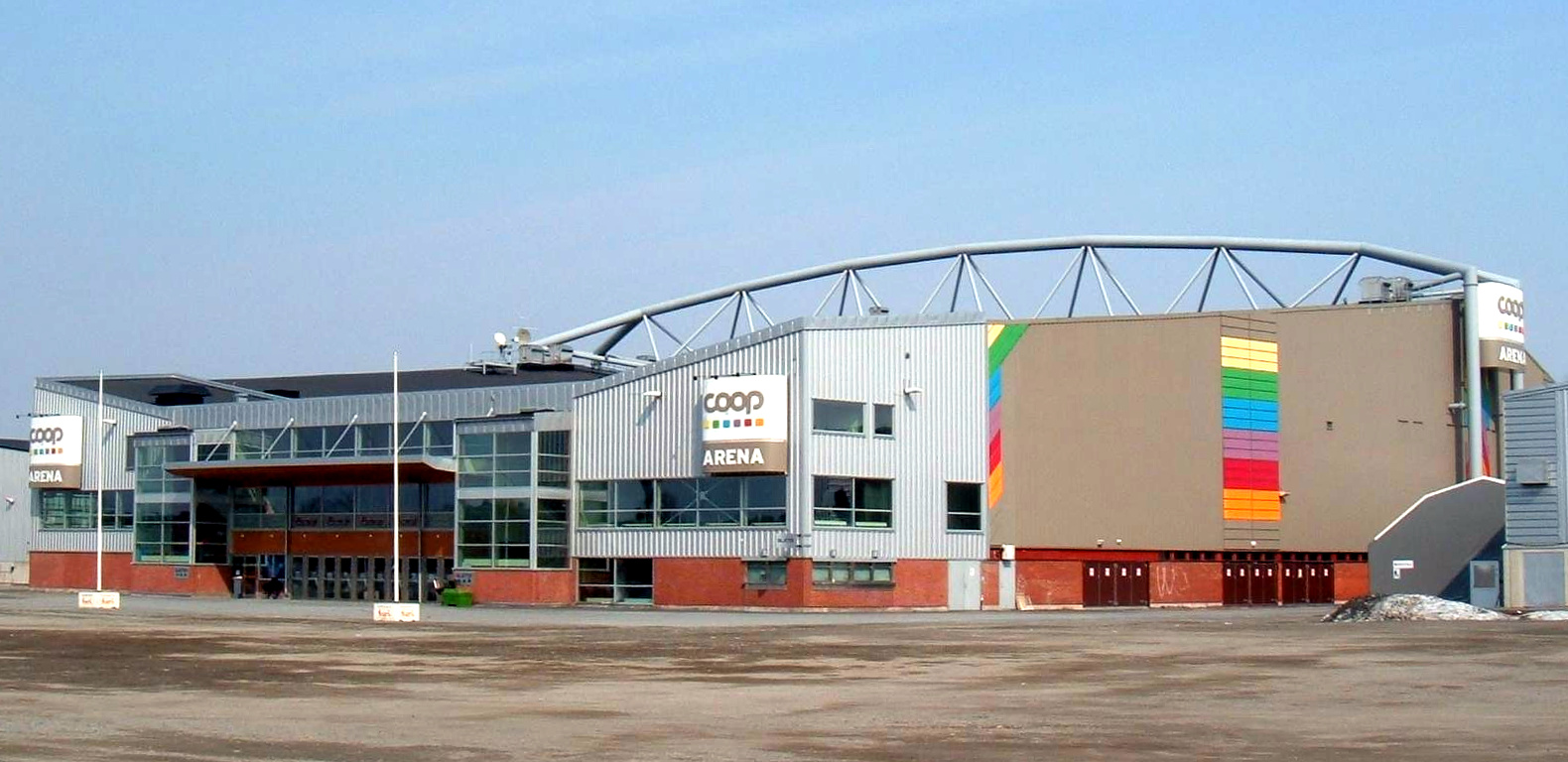
Coop Norrbotten Arena

Das erste Halbfinale (Deltävling 1) fand am 5. Februar 2011, 20:00 Uhr (MEZ) in der Coop Norrbotten Arena in Luleå statt.
| Platz | Startnr. | Interpret          | Lied Musik (M) und Text (T)                                                   | Sprache  | Übersetzung (Inoffiziell) | Zuschauerstimmen (Televoting & SMS) | Zuschauerstimmen (Televoting & SMS) | Zuschauerstimmen (Televoting & SMS) | Zuschauerstimmen (Televoting & SMS) | Bild               |
| Platz | Startnr. | Interpret          | Lied Musik (M) und Text (T)                                                   | Sprache  | Übersetzung (Inoffiziell) | Runde 1                             | Runde 2                             | Gesamt                              | %                                   | Bild               |
| ----- | -------- | ------------------ | ----------------------------------------------------------------------------- | -------- | ------------------------- | ----------------------------------- | ----------------------------------- | ----------------------------------- | ----------------------------------- | ------------------ |
| 1.    | 8        | Danny Saucedo      | In the Club M/T: Figge Boström, Peter Boström, Danny Saucedo                  | Englisch | Im Club                   | 60.872                              | –                                   | 60.872                              |                                     | Danny Saucedo      |
| 2.    | 2        | Swingfly           | Me and My Drum M/T: Teron Beal, Patrik Magnusson, Johan Ramström, Swingfly    | Englisch | Ich und meine Trommel     | 25.634                              | 42.104                              | 67.738                              |                                     | Swingfly           |
| 3.    | 3        | Jenny Silver       | Something in Your Eyes M/T: Erik Bernholm, Thomas G:son, Henrik Sethsson      | Englisch | Etwas in deinen Augen     | 27.017                              | 37.262                              | 64.279                              |                                     | Jenny Silver       |
| 4.    | 7        | Pernilla Andersson | Desperados M/T: Pernilla Andersson                                            | Englisch | –                         | 27.840                              | 30.724                              | 58.564                              |                                     | Pernilla Andersson |
| 5.    | 5        | Le Kid             | Oh My God M/T: Märta Grauers, Anton Malmberg Hård af Segerstad, Felix Persson | Englisch | Ach du lieber Gott        | 16.512                              | 16.459                              | 32.971                              |                                     | Le Kid             |
| 6.    | 6        | Rasmus Viberg      | Social Butterfly M/T: Amir Aly, Henrik Wikström                               | Englisch | Sozialer Schmetterling    | 15.151                              | –                                   | 15.151                              |                                     | Rasmus Viberg      |
| 7.    | 4        | Jonas Matsson      | On My Own M/T: Peter Autio, Sari Autio Olsson                                 | Englisch | Auf eigene Faust          | 10.860                              | –                                   | 10.860                              |                                     | Jonas Matsson      |
| 8.    | 1        | Dilba              | Try Again M/T: Niklas Pettersson, Linda Sonnvik                               | Englisch | Versuch es noch einmal    | 9.256                               | –                                   | 9.256                               |                                     | Dilba              |

 Kandidat hat sich für das Finale qualifiziert.
 Kandidat hat sich für die Andra Chansen qualifiziert.

### Zweites Halbfinale

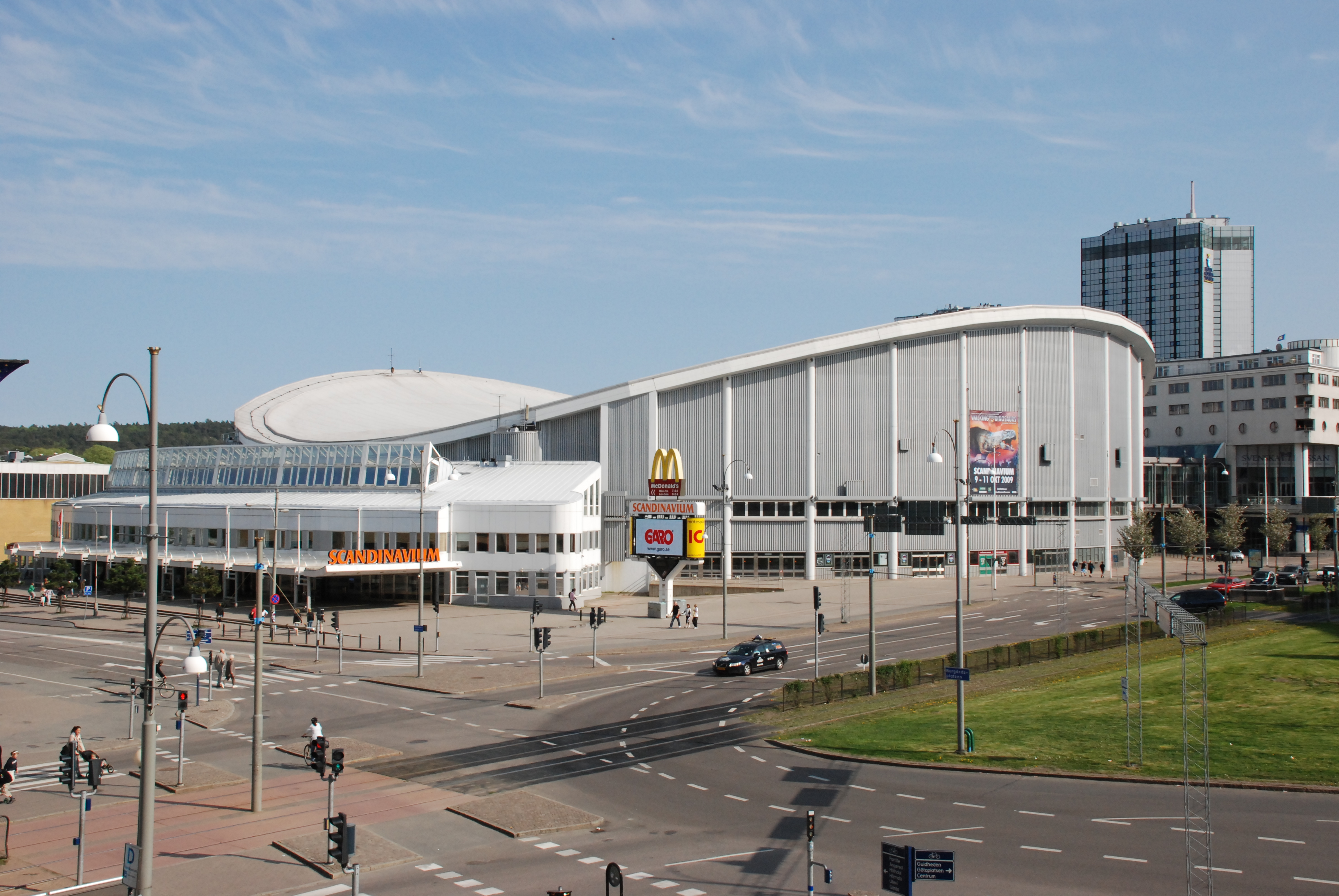
Scandinavium

Das zweite Halbfinale (Deltävling 2) fand am 12. Februar 2011, 20:00 Uhr (MEZ) im Scandinavium in Göteborg statt.
| Platz | Startnr. | Interpret            | Lied Musik (M) und Text (T)                                                   | Sprache    | Übersetzung (Inoffiziell) | Zuschauerstimmen (Televoting & SMS) | Zuschauerstimmen (Televoting & SMS) | Zuschauerstimmen (Televoting & SMS) | Zuschauerstimmen (Televoting & SMS) | Bild                 |
| Platz | Startnr. | Interpret            | Lied Musik (M) und Text (T)                                                   | Sprache    | Übersetzung (Inoffiziell) | Runde 1                             | Runde 2                             | Gesamt                              | %                                   | Bild                 |
| ----- | -------- | -------------------- | ----------------------------------------------------------------------------- | ---------- | ------------------------- | ----------------------------------- | ----------------------------------- | ----------------------------------- | ----------------------------------- | -------------------- |
| 1.    | 8        | Sanna Nielsen        | I'm in Love M/T: Bobby Ljunggren, Thomas G:son, Irini Michas, Peter Boström   | Englisch   | Ich bin verliebt          | 43.524                              | –                                   | 43.524                              |                                     | Sanna Nielsen        |
| 2.    | 2        | Brolle               | 7 Days and 7 Nights M/T: Brolle                                               | Englisch   | 7 Tage und 7 Nächte       | 39.319                              | 72.737                              | 112.056                             |                                     | Brolle               |
| 3.    | 3        | The Moniker          | Oh My God! M/T: Daniel Karlsson                                               | Englisch   | Ach du lieber Gott!       | 28.624                              | 37.631                              | 66.255                              |                                     | The Moniker          |
| 4.    | 7        | Loreen               | My Heart Is Refusing Me M/T: Moh Denebi, Björn Djupström, Lorén Talhaoui      | Englisch   | Mein Herz lehnt mich ab   | 19.749                              | 31.034                              | 50.783                              |                                     | Loreen               |
| 5.    | 5        | Christian Walz       | Like Suicide M/T: Fernando Fuentes, Henrik Janson, Tony Nilsson               | Englisch   | Wie Selbstmord            | 26.951                              | 28.242                              | 55.193                              |                                     | Christian Walz       |
| 6.    | 6        | Anniela              | Elektrisk M/T: Johan Alkenäs, Tim Larsson, Tobias Lundgren, Johan Fransson    | Schwedisch | Elektrisch                | 15.948                              | –                                   | 15.948                              |                                     | Anniela              |
| 7.    | 4        | Babsan               | Ge mig en spanjor M/T: Larry Forsberg, Sven-Inge Sjöberg, Lennart Wastesson   | Schwedisch | Gib mir einen Spanier     | 14.642                              | –                                   | 14.642                              |                                     | Babsan               |
| 8.    | 1        | Elisabeth Andreassen | Vaken i en dröm M/T: Lars „Dille“ Diedricson, Calle Kindbom, Kristian Wejshag | Schwedisch | Erwache in einem Traum    | 13.010                              | –                                   | 13.010                              |                                     | Elisabeth Andreassen |

 Kandidat hat sich für das Finale qualifiziert.
 Kandidat hat sich für die Andra Chansen qualifiziert.

### Drittes Halbfinale

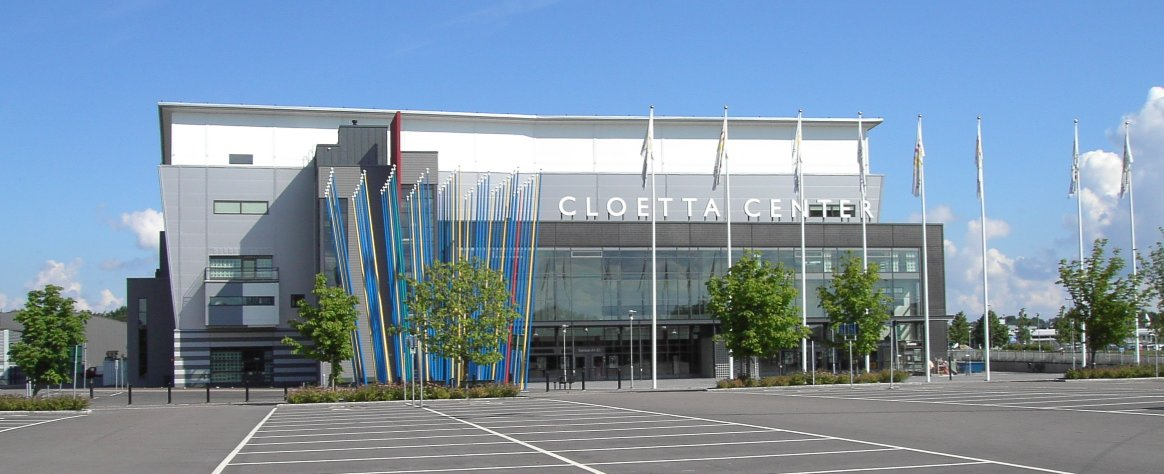
Cloetta Center

Das dritte Halbfinale (Deltävling 3) fand am 19. Februar 2011, 20:00 Uhr (MEZ) im Cloetta Center in Linköping statt.
| Platz | Startnr. | Interpret        | Lied Musik (M) und Text (T)                                                                       | Sprache    | Übersetzung (Inoffiziell)     | Zuschauerstimmen (Televoting & SMS) | Zuschauerstimmen (Televoting & SMS) | Zuschauerstimmen (Televoting & SMS) | Zuschauerstimmen (Televoting & SMS) | Bild               |
| Platz | Startnr. | Interpret        | Lied Musik (M) und Text (T)                                                                       | Sprache    | Übersetzung (Inoffiziell)     | Runde 1                             | Runde 2                             | Gesamt                              | %                                   | Bild               |
| ----- | -------- | ---------------- | ------------------------------------------------------------------------------------------------- | ---------- | ----------------------------- | ----------------------------------- | ----------------------------------- | ----------------------------------- | ----------------------------------- | ------------------ |
| 1.    | 8        | Eric Saade       | Popular M/T: Fredrik Kempe                                                                        | Englisch   | Beliebt                       | 89.175                              | –                                   | 89.175                              |                                     | Eric Saade         |
| 2.    | 2        | The Playtones    | The King M/T: Fredrik Kempe, Peter Kvint                                                          | Englisch   | Der König                     | 48.861                              | 50.090                              | 98.951                              |                                     | The Playtones      |
| 3.    | 3        | Sara Varga       | Spring för livet M/T: Sara Varga, Figge Boström                                                   | Schwedisch | Lauf um dein Leben            | 23.594                              | 37.278                              | 60.872                              |                                     | Sara Varga         |
| 4.    | 7        | Shirley’s Angels | I Thought It Was Forever M/T: Robin Abrahamsson, Alexander Bard, Bobby Ljunggren, Henrik Wikström | Englisch   | Ich dachte, es wäre für immer | 20.573                              | 26.933                              | 47.506                              |                                     |                    |
| 5.    | 5        | Sebastian        | No One Else Could M/T: Andreas Alfredsson Grube, Sebastian Karlsson                               | Englisch   | Niemand sonst könnte          | 15.406                              | 25.423                              | 40.829                              |                                     | Sebastian Karlsson |
| 6.    | 6        | Linda Sundblad   | Lucky You M/T: Linda Sundblad, Johan Bobäck, Fredrik Thomander, Anders „Gary“ Wikström            | Englisch   | Du Glückspilz                 | 10.701                              | –                                   | 10.701                              |                                     | Linda Sundblad     |
| 7.    | 4        | Sara Lumholdt    | Enemy M/T: Niclas Lundin, Anton Malmberg Hård af Segerstad                                        | Englisch   | Feind                         | 8.689                               | –                                   | 8.689                               |                                     | Sara Lumholdt      |
| 8.    | 1        | Simon Forsberg   | Tid att andas M/T: Fredrik Kempe                                                                  | Schwedisch | Zeit zum Atmen                | 8.339                               | –                                   | 8.339                               |                                     |                    |

 Kandidat hat sich für das Finale qualifiziert.
 Kandidat hat sich für die Andra Chansen qualifiziert.

### Viertes Halbfinale

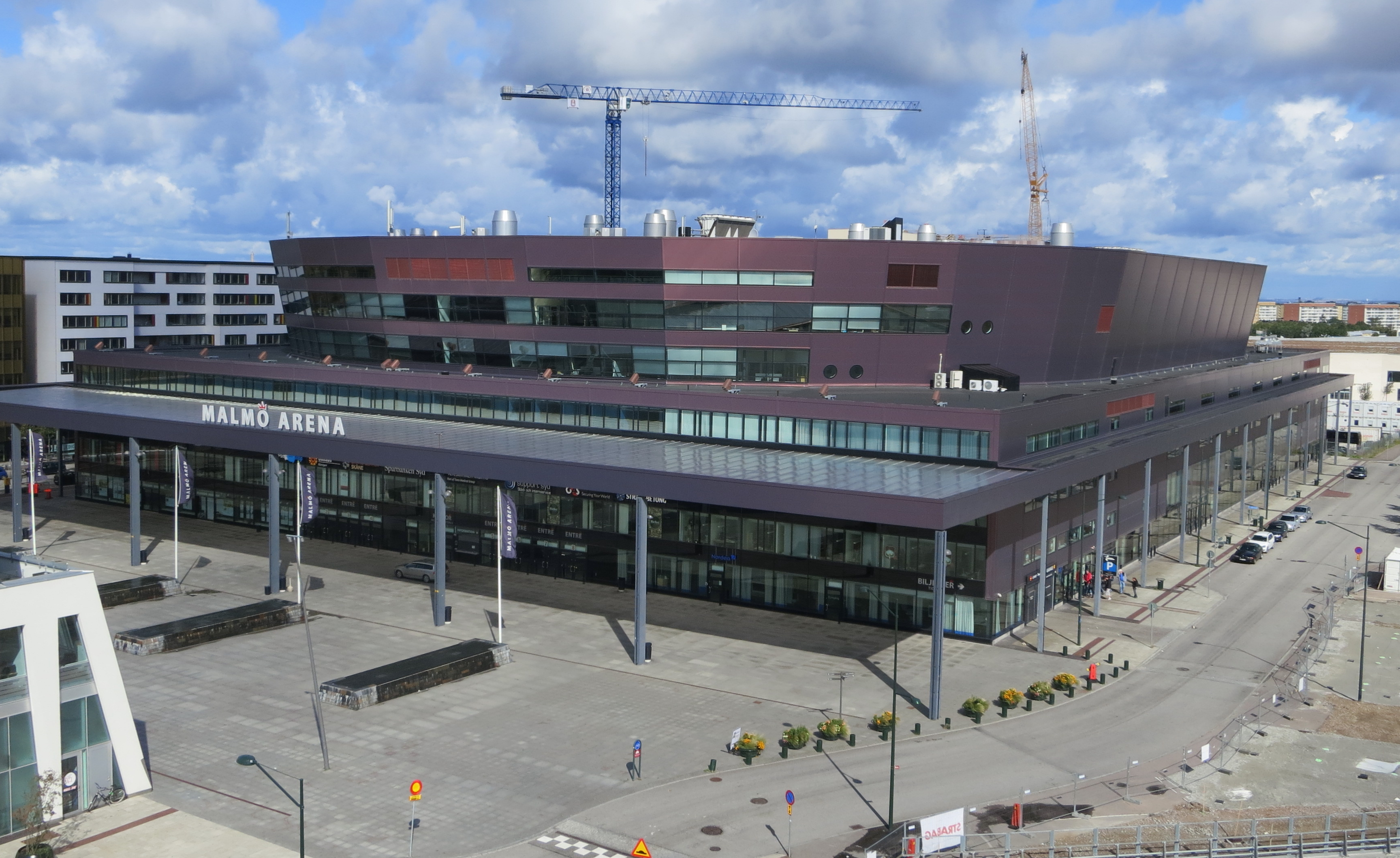
Malmö Arena

Das vierte Halbfinale (Deltävling 4) fand am 26. Februar 2011, 20:00 Uhr (MEZ) in der Malmö Arena in Malmö statt.
| Platz | Startnr. | Interpret       | Lied Musik (M) und Text (T)                                                                          | Sprache    | Übersetzung (Inoffiziell)    | Zuschauerstimmen (Televoting & SMS) | Zuschauerstimmen (Televoting & SMS) | Zuschauerstimmen (Televoting & SMS) | Zuschauerstimmen (Televoting & SMS) | Bild            |
| Platz | Startnr. | Interpret       | Lied Musik (M) und Text (T)                                                                          | Sprache    | Übersetzung (Inoffiziell)    | Runde 1                             | Runde 2                             | Gesamt                              | %                                   | Bild            |
| ----- | -------- | --------------- | --- | ---------- | ---------------------------- | ----------------------------------- | ----------------------------------- | ----------------------------------- | ----------------------------------- | --------------- |
| 1.    | 8        | Linda Bengtzing | E de fel på mig? M/T: Pontus Assarsson, Thomas G:son, Jörgen Ringqvist, Daniel Barkman               | Schwedisch | Ist es meine Schuld?         | 38.875                              | –                                   | 38.875                              |                                     |                 |
| 2.    | 2        | Nicke Borg      | Leaving Home M/T: Jojo Borg Larsson, Nicke Borg, Fredrik Thomander, Anders „Gary“ Wikström           | Englisch   | Das Zuhause verlassen        | 34.091                              | 48.966                              | 83.057                              |                                     | Nicke Borg      |
| 3.    | 3        | Love Generation | Dance Alone M/T: RedOne, Bilal „The Chief“, Teddy Sky, AJ Junior, Jimmy „Joker“ Thörnfeldt, BeatGeek | Englisch   | Allein tanzen                | 38.122                              | 43.508                              | 81.630                              |                                     | Love Generation |
| 4.    | 7        | Linda Pritchard | Alive M/T: Oscar Görres, Fredrik Kempe                                                               | Englisch   | Am Leben                     | 24.849                              | 39.092                              | 63.941                              |                                     | Linda Pritchard |
| 5.    | 5        | Lasse Stefanz   | En blick och nånting händer M/T: Alexander Bard, Ola Håkansson, Tim Norell                           | Schwedisch | Ein Blick und etwas passiert | 32.686                              | 26.355                              | 59.041                              |                                     |                 |
| 6.    | 6        | Julia Alvgard   | Better or Worse M/T: Julia Alvgard, Manne Hjelm, Ola Holstad, Joar Lenz                              | Englisch   | Besser oder schlechter       | 18.867                              | –                                   | 18.867                              |                                     | Julia Alvgard   |
| 7.    | 4        | Melody Club     | The Hunter M/T: Kristofer Östergren, Erik Stenemo, Jon Axelsson, Niklas Stenemo                      | Englisch   | Der Jäger                    | 14.954                              | –                                   | 14.954                              |                                     | Melody Club     |
| 8.    | 1        | Anders Fernette | Run M/T: Desmond Child, Negin Djafari, Hugo Lira, Ian-Paolo Lira, Thomas G:son                       | Englisch   | Lauf                         | 11.979                              | –                                   | 11.979                              |                                     | Anders Fernette |

 Kandidat hat sich für das Finale qualifiziert.
 Kandidat hat sich für die Andra Chansen qualifiziert.

## Andra Chansen

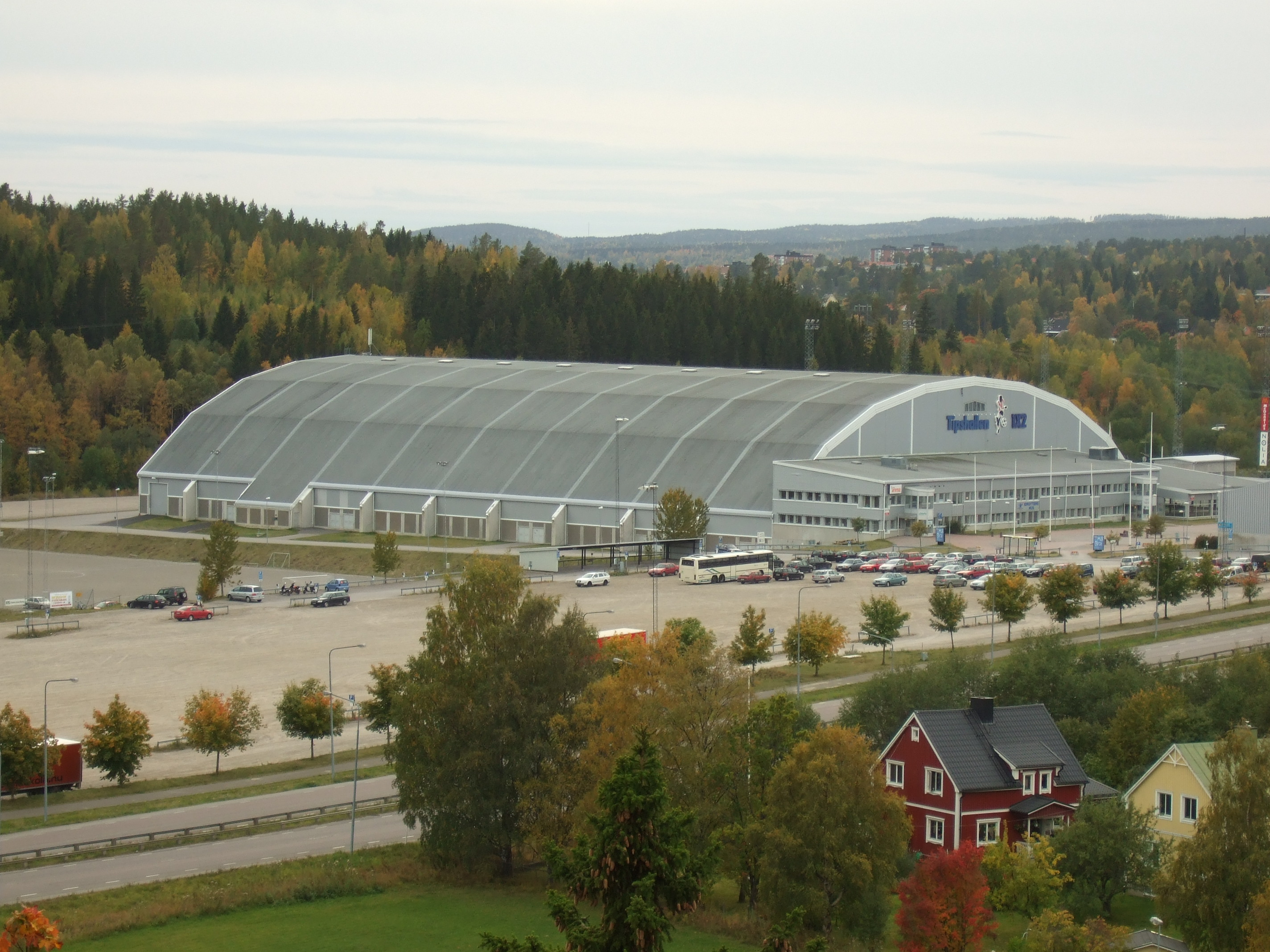
Norichallen

Die Sendung Andra Chansen (dt.: Zweite Chance) fand am 5. März 2011, 20:00 Uhr (MEZ) in den Nordichallen in Sundsvall statt.

### Erste Runde
| Duell | Startnr. | Interpret          | Lied Musik (M) und Text (T)                                                                          | Zuschauerstimmen (Televoting & SMS) | Zuschauerstimmen (Televoting & SMS) |
| Duell | Startnr. | Interpret          | Lied Musik (M) und Text (T)                                                                          | Stimmen                             | %                                   |
| ----- | -------- | ------------------ | --- | ----------------------------------- | ----------------------------------- |
| 1     | 1        | Jenny Silver       | Something in Your Eyes M/T: Erik Bernholm, Thomas G:son, Henrik Sethsson                             | 32.942                              |                                     |
| 1     | 2        | Love Generation    | Dance Alone M/T: RedOne, Bilal „The Chief“, Teddy Sky, AJ Junior, Jimmy „Joker“ Thörnfeldt, BeatGeek | 34.212                              |                                     |
| 2     | 1        | Loreen             | My Heart Is Refusing Me M/T: Moh Denebi, Björn Djupström, Lorén Talhaoui                             | 42.892                              |                                     |
| 2     | 2        | Sara Varga         | Spring för livet M/T: Sara Varga, Figge Boström                                                      | 54.807                              |                                     |
| 3     | 1        | The Moniker        | Oh My God! M/T: Daniel Karlsson                                                                      | 63.963                              |                                     |
| 3     | 2        | Linda Pritchard    | Alive M/T: Oscar Görres, Fredrik Kempe                                                               | 40.689                              |                                     |
| 4     | 1        | Shirley’s Angels   | I Thought It Was Forever M/T: Robin Abrahamsson, Alexander Bard, Bobby Ljunggren, Henrik Wikström    | 30.042                              |                                     |
| 4     | 2        | Pernilla Andersson | Desperados M/T: Pernilla Andersson                                                                   | 54.235                              |                                     |

### Zweite Runde
| Duell | Startnr. | Interpret          | Lied Musik (M) und Text (T)                                                                          | Zuschauerstimmen (Televoting & SMS) | Zuschauerstimmen (Televoting & SMS) |
| Duell | Startnr. | Interpret          | Lied Musik (M) und Text (T)                                                                          | Stimmen                             | %                                   |
| ----- | -------- | ------------------ | --- | ----------------------------------- | ----------------------------------- |
| 1     | 1        | Love Generation    | Dance Alone M/T: RedOne, Bilal „The Chief“, Teddy Sky, AJ Junior, Jimmy „Joker“ Thörnfeldt, BeatGeek | 46.639                              |                                     |
| 1     | 2        | Sara Varga         | Spring för livet M/T: Sara Varga, Figge Boström                                                      | 65.713                              |                                     |
| 2     | 1        | The Moniker        | Oh My God! M/T: Daniel Karlsson                                                                      | 68.478                              |                                     |
| 2     | 2        | Pernilla Andersson | Desperados M/T: Pernilla Andersson                                                                   | 49.559                              |                                     |

## Finale

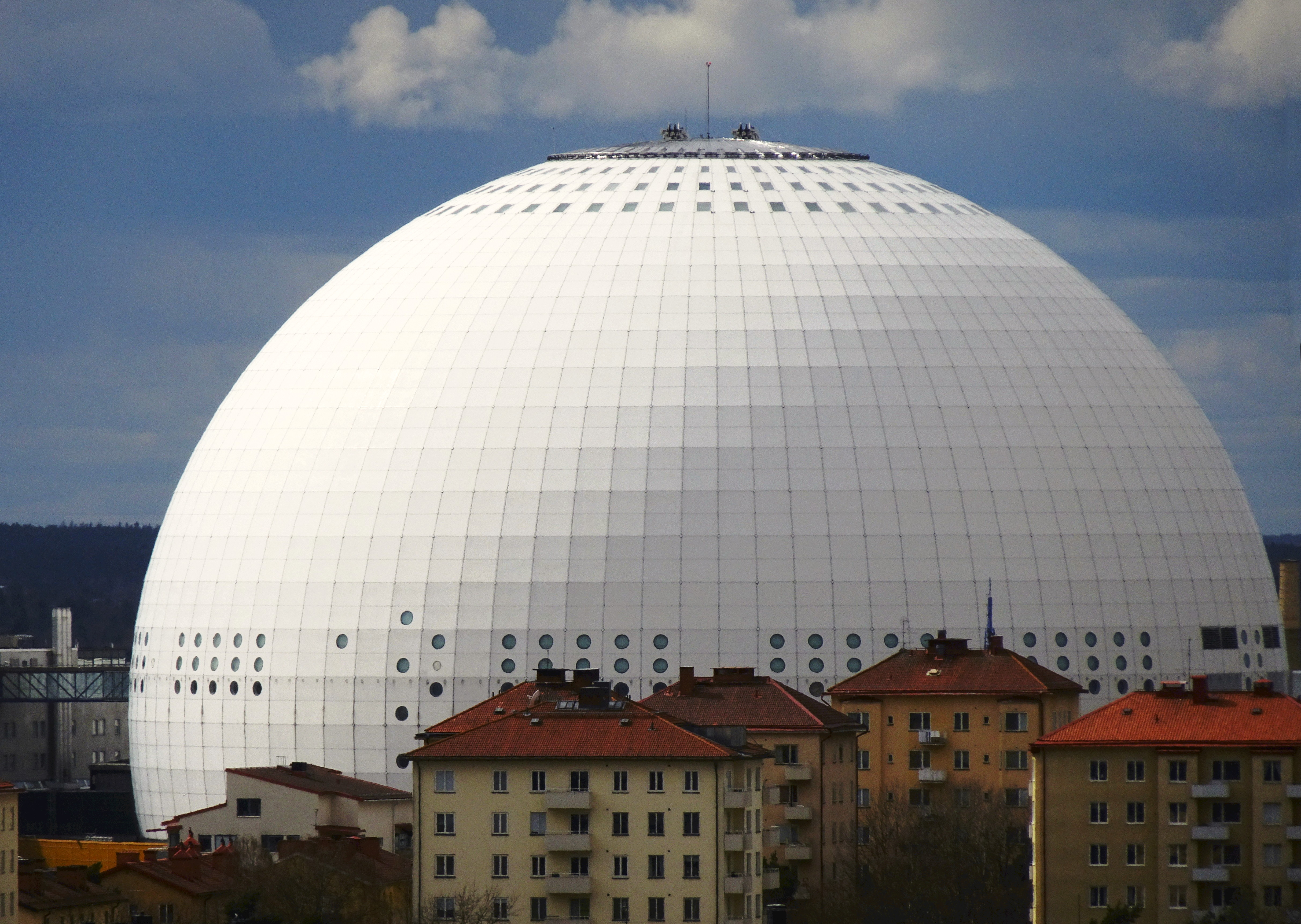
Globen

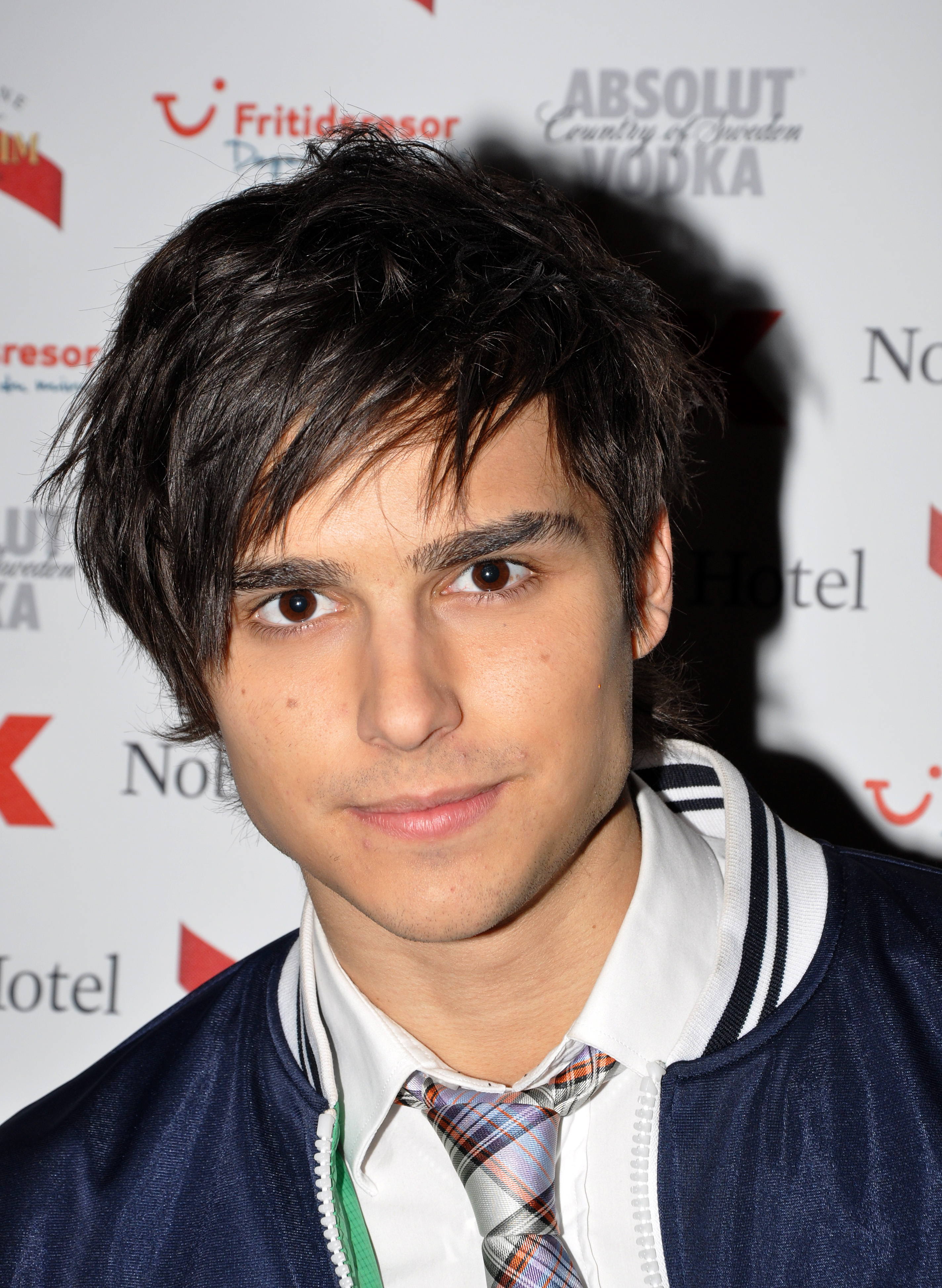
Der Gewinner der schwedischen Vorentscheidung: Eric Saade

Das Finale (Finalen) fand am 12. März 2011 um 20:00 Uhr (MEZ) im Globen in Stockholm statt. Eric Saade gewann sowohl das Jury- als auch das Televoting.
| Platz | Startnr. | Interpret       | Lied Musik (M) und Text (T)                                                                | Sprache    | RU | UA | FR | GR | MT | KR | SM | DE | GB | IR | NO | Jury Gesamt | Zuschauerstimmen (Televoting & SMS) | Zuschauerstimmen (Televoting & SMS) | Zuschauerstimmen (Televoting & SMS) | Gesamt |
| Platz | Startnr. | Interpret       | Lied Musik (M) und Text (T)                                                                | Sprache    | RU | UA | FR | GR | MT | KR | SM | DE | GB | IR | NO | Jury Gesamt | Stimmen                             | %                                   | Punkte                              | Gesamt |
| ----- | -------- | --------------- | ------------------------------------------------------------------------------------------ | ---------- | -- | -- | -- | -- | -- | -- | -- | -- | -- | -- | -- | ----------- | ----------------------------------- | ----------------------------------- | ----------------------------------- | ------ |
| 01.   | 10       | Eric Saade      | Popular M/T: Fredrik Kempe                                                                 | Englisch   | 4  | 10 | 12 | 8  | 12 | 8  | 1  | 2  | 12 | 10 | 2  | 81          | 314.229                             | 23,7 %                              | 112                                 | 193    |
| 02.   | 1        | Danny Saucedo   | In the Club M/T: Figge Boström, Peter Boström, Danny Saucedo                               | Englisch   | 10 | 4  | 10 | 10 | 10 | 4  | 6  | 12 | 1  | 6  | 6  | 79          | 197.143                             | 14,9 %                              | 70                                  | 149    |
| 03.   | 3        | The Moniker     | Oh My God! M/T: Daniel Karlsson                                                            | Englisch   | 1  | 12 | 6  | 12 | 8  | 10 | –  | –  | 4  | 12 | 10 | 75          | 194.568                             | 14,7 %                              | 69                                  | 124    |
| 04.   | 8        | Sanna Nielsen   | I'm in Love M/T: Bobby Ljunggren, Thomas G:son, Irini Michas, Peter Boström                | Englisch   | 12 | 8  | 8  | 1  | –  | –  | –  | 4  | 6  | 8  | 8  | 55          | 109.630                             | 8,2 %                               | 39                                  | 114    |
| 05.   | 7        | Swingfly        | Me and My Drum M/T: Teron Beal, Patrik Magnusson, Johan Ramström, Swingfly                 | Englisch   | 6  | 6  | 4  | 2  | 4  | 2  | 2  | 6  | 10 | 4  | –  | 46          | 138.004                             | 10,4 %                              | 49                                  | 93     |
| 06.   | 9        | The Playtones   | The King M/T: Fredrik Kempe, Peter Kvint                                                   | Englisch   | –  | –  | –  | –  | –  | –  | 12 | 10 | 8  | 1  | 12 | 44          | 92.505                              | 7,0 %                               | 33                                  | 79     |
| 07.   | 5        | Linda Bengtzing | E de fel på mig? M/T: Pontus Assarsson, Thomas G:son, Jörgen Ringqvist, Daniel Barkman     | Schwedisch | 8  | 2  | 2  | 6  | 6  | 12 | 4  | –  | –  | 2  | –  | 42          | 43.355                              | 3,2 %                               | 16                                  | 58     |
| 08.   | 6        | Nicke Borg      | Leaving Home M/T: Jojo Borg Larsson, Nicke Borg, Fredrik Thomander, Anders „Gary“ Wikström | Englisch   | 2  | –  | –  | 4  | –  | 6  | 8  | 1  | 2  | –  | –  | 23          | 103.046                             | 7,8 %                               | 37                                  | 57     |
| 09.   | 2        | Sara Varga      | Spring för livet M/T: Sara Varga, Figge Boström                                            | Schwedisch | –  | –  | –  | –  | 1  | –  | 10 | 8  | –  | –  | 1  | 20          | 76.025                              | 5,8 %                               | 27                                  | 50     |
| 10.   | 4        | Brolle          | 7 Days and 7 Nights M/T: Brolle                                                            | Englisch   | –  | 1  | –  | –  | 2  | 1  | –  | –  | –  | –  | 4  | 8           | 57.717                              | 4,3 %                               | 21                                  | 29     |